# Pierre Boulle
Pierre Boulle (nascido Pierre-François-Marie-Louis Boulle; Avinhão(PE) ou Avignon(PA), 20 de fevereiro de 1912—Paris, 30 de janeiro de 1994) foi um escritor francês. Engenheiro que durante o período da Segunda Guerra Mundial atuou como agente secreto da inteligência da França Livre no Sudeste asiático, seu primeiro livro, William Conrad, foi publicado na França em 1950. Dois de seus romances mais conhecidos, A Ponte sobre o Rio Kwai, uma ficção histórica de guerra, e Planeta dos Macacos, uma ficção científica, foram adaptados para filmes de grande sucesso de público e crítica.

## Biografia

### Origem e primeiros anos (1912-1925)

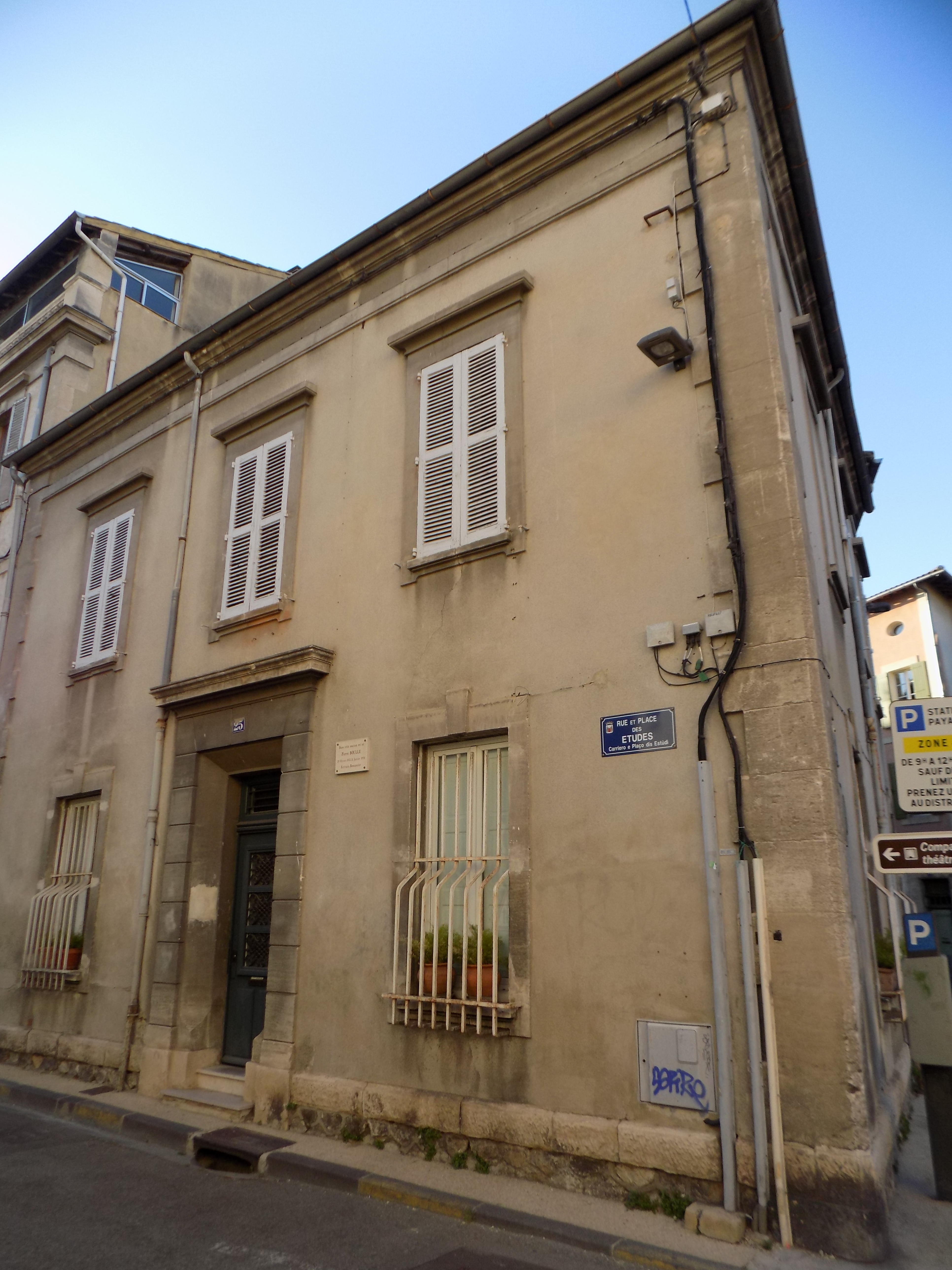
A casa em Avinhão^{(PE)} ou Avignon^{(PA)}, departamento de Vaucluse, sul da França, em que Pierre Boulle nasceu em 1912

Pierre Boulle, registrado como Pierre-François-Marie-Louis Boulle nasceu em 20 de fevereiro de 1912 na commune e cidade de Avinhão(PE) ou Avignon(PA), capital do departamento de Vaucluse, no sul da França, então sob a Terceira República Francesa. Era filho de Eugène Jean Baptiste Boulle (1880-1926). Seu pai era um proeminente advogado, e um dramaturgo, poeta e contista amador, que possuía grande paixão pelo teatro e pela literatura. Sua mãe, Juliette-Marie, era filha de um famoso dramaturgo na Avinhão(PE) ou Avignon(PA) das décadas de 1870 e 1880, François Seguin (1846-1913). Juntos, Eugène e Juliette tiveram mais duas filhas, Madeleine (1913-2005) e Suzanne (1915-1999). De uma típica família católica francesa, Pierre foi criado dentro das tradições da Igreja. Ele, no entanto, se tornou agnóstico no início de sua idade adulta, quando deixou a Europa e viveu anos radicado no Sudeste Asiático, permanecendo como agnóstico até sua morte.
Durante a infância e a adolescência do autor, Pierre e seu pai sempre foram muito próximos, compartilhando paixões por pintura, jogos de lógica e pela literatura de Lord Byron, Alexandre Dumas, Jules Verne, Victor Hugo e Charles Dickens e pela dramaturgia de William Shakespeare e Sófocles. Mesmo a ocorrência da Primeira Guerra Mundial (1914-18) não perturbou a infância de Pierre entre Avinhão(PE) ou Avignon(PA) e Marselha, em ou o seu relacionamento familiar. Já com a guerra em seu fim, em 1918, Pierre iniciou seus estudos primários, ingressando na escola aos seis anos junto com suas irmãs.

### Início da vida adulta (1926-1940)
Em 1926, aos quatorze anos, Eugène Jean, seu pai, faleceu, vítima de problemas cardíacos. Até o final da década de 1920, Pierre completou seus estudos primários e ingressou, em 1929, no instituto de educação superior École Supérieure d'Électricité, aonde formou-se engenheiro em 1933, aos vinte e um anos. Aos vinte e quatro, porém, no verão de 1936, viajou para a Malásia, na época uma possessão do Império Britânico. Ao se estabelecer no país, ignorou sua formação em engenharia, e, na procura por um estilo mais simples de vida, e começou a trabalhar em uma plantação de borracha, a cerca de cinquenta quilômetros ao norte de Kuala Lumpur. Até o início da Segunda Guerra Mundial, em 1939, viajou através de várias regiões da península malaia. Sua experiência nesse período o inspirou a escrever o romance Le Sacrilège malais, publicado na França em 1951.

### Espião da inteligênciaaliadae trabalhos forçados na Indochina (1941-1945)
Quando a Segunda Guerra Mundial eclodiu, e a França declarou guerra a Alemanha Nazista de Adolf Hitler, Pierre permanecia radicado na Ásia e não planejava se envolver no conflito. No entanto, em 1941, quando a Alemanha invadiu a França e depôs o então governo francês, Boulle decidiu juntar-se à resistência do general francês Charles de Gaulle (1890-1970), líder da França Livre. Ele se colocou a disposição de François Girot de Langlade, um militar exilado francês que comandava tropas em uma base militar britânica em Singapura (na época também um domínio do Reino Unido). Sob um passaporte inglês falso, com o qual adotou o nome de Peter John Rule, começou a atuar como agente secreto do governo britânico/exilado francês na Indochina, na época sob o ataque do Império Japonês, aliado da Alemanha Nazista.
No entanto, em março de 1942 foi descoberto e considerado um traidor, forçado a trabalhar em regime de escravidão. No total, Boulle passou vinte e cinco meses trabalhando em campos de trabalho escravo na fronteira sudeste entre o Vietnã e o Camboja. Nesse período, ficou entre a vida e a morte diversas vezes, tanto devido aos maus-tratos recebidos como a evolução de doenças tropicais não tratadas que contraiu. Na França, sua família praticamente convenceu-se de sua morte, uma vez que permaneceu desaparecido desde que fora capturado no início de 1942. De fato, Pierre só conseguiu escapar no início de maio de 1944, quando conseguiu fugir dos campos de trabalho forçado até chegar em Saigon (hoje Cidade de Ho Chi Minh), então capital da Cochinchina Francesa, um domínio do Império Francês.
Em seguida, seguiu em uma navio para Calcutá, capital da região histórica de Bengala, na então Índia Britânica, aonde chegou no início de julho de 1944. Lá, já livre, juntou-se à SOE Force 136, unidade da força aérea britânica, aonde atuou até o final do Segunda Guerra em setembro do ano seguinte.

### Retorno a França e início da carreira de escritor (1945-1952)
Com o fim da Segunda Guerra e o restauração da república francesa, Boulle decidiu retornar ao país de origem. Uma vez na França, o autor foi altamente condecorado pelo ex-líder da França Livre e então recém eleito presidente francês Charles de Gaulle. Na época, Pierre foi alçado a "herói nacional" da França, quando seus serviços para a inteligência da França Livre e o posterior período em que foi obrigado a trabalhar em regime de escravidão quando foi descoberto pelos japoneses  na Indochina vieram à público. Ele foi consagrado chevalier da Legião de Honra e decorado com a Croix de Guerre e a Médaille de la Résistance. Em 1946, Boulle também recebeu, formalmente, uma indenização do estado francês, no valor de 120  mil francos (cerca de 8 mil dólares estadunidenses, na época). Ele deu metade do valor para a mãe, Juliette, para que ela se sustentasse com conforto por algum tempo em Avignon e doou a outra metade para instituições beneficentes em prol de veteranos aliados da Segunda Guerra.
No outono de 1946, Boulle se mudou para um apartamento em Paris (localizado no distrito parisiense de Popincourt) e começou a escrever, desejo que acalentava desde antes de partir para a Ásia nos anos 30. Vivendo de suas economias, o autor não conseguiu arcar com o aluguel naquele período, e foi obrigado, em abril de 1947, a morar num hotel barato situado na região de Entrepôt, na área norte de Paris, até que sua irmã Madeleine, que recentemente havia ficado viúva (ela casou-se, em 1937, com o químico Raphael Perrusset, 1908-1944. Perrusset, lutando na Segunda Guerra, foi morto em combate na Renânia), o convidou para morar com ela. Ela tinha uma filha de seu casamento com Raphael, Francoise Perrusset (1938-), que Pierre ajudou a criar e deveria adotar, mas isso não se realizou, pois ele não queria deixar esta família e formar outra. Em 1949, Juliette se mudou de Avignon para Paris para morar junto com Pierre, a filha Madeleine e a neta.
Ainda em 1949, aos trinta e sete anos, Pierre iniciou esforços para conseguir seu bacharelado em engenharia junto da Universidade de Paris. No entanto, o autor nunca chegou a completa-lo, uma vez que sua carreira literária se mostrou bem sucedida a partir da década de 1950. Entre 1950 e 1992, Pierre publicou, praticamente, um livro por ano, entre romances e coletâneas de contos, tendo sido considerado um dos mais prolíferos autores francófonos de ficção em todo o mundo, além de estar entre os mais bem sucedidos autores ficcionais da Europa do século XX.
O primeiro livro de Boulle, William Conrad, um romance ficcional de suspense situado no início da Segunda Guerra, foi publicado na França em 1950. Em 1952, ele escreveu aquele que seria seu primeiro grande best-seller dentro e fora da França, A Ponte do Rio Kwai (no título origem em francês, Le Pont de la rivière Kwaï), fazendo referência ao real rio Kwai, situado no oeste da Tailândia. O livro fora parcialmente baseado em experiências reais de Boulle durante a Segunda Guerra no Sudeste Asiático e na Índia, sendo assim considerado uma obra semi-ficcional.
E, entre 1961 e 1962, o autor escreveu La planète des singes (em francês, "O Planeta dos Macacos"), que se tornaria sua obra mais famosa, um romance de ficcional — desde então  rotulado, tanto pelo público como pela crítica, como uma obra de ficção científica, embora o próprio Boulle discordasse dessa classificação — situado por volta dos ano 2500, em que o terráqueo Ulysse Mérou, um jornalista francês  que participa de uma exploração espacial para o sistema de Alpha Orionis,  registra suas desventuras em um planeta muito parecido com a Terra, denominado Soror, aonde para a completa surpresa inicial de Mérou, os macacos, com inteligência igual ou superior a humana, estão no topo da cadeia alimentar, e sua civilização domina totalmente o planeta, assim como a civilização humana domina a Terra. Nesse mundo, os seres humanos comportam-se e são vistos pelos símios, através de sua ciência, como animais irracionais, tal com os próprios macacos são vistos apenas como seres inferiores pela ciência/sociedade humana na Terra. Lançado originalmente na França em 1963 pela editora Julliard de Palais-Bourbon, a obra foi, inicialmente, um sucesso de vendas na França, e, antes de 1965, já havia sido traduzido para o inglês — inicialmente para a Grã-Bretanha em 1964, e depois para os EUA em 1965 —, neerlandês, o alemão e o sueco. A primeira edição em português foi lançado em 1966 em Portugal, e no Brasil, apenas em 2008.
O sucesso de duas maiores suas obras, que possibilitaram o sucesso também de suas respectivas adaptações cinematográficas, da A Ponte do Rio Kwai em 1957 e do O Planeta dos Macacos em 1968, garantiram a Boulle uma proeminente fortuna. Em 1961, o autor comprou uma casa de campo na commune de Autry-le-Châtel, no departamento de Loiret, no coração do Vale do Loire, a cerca de 120 quilômetros ao sul de Paris.

### Anos finais e morte (1952-1994)
Depois do falecimento de sua mãe, Julliette, em 1951, Pierre continuou a morar com a irmã viúva, Madeleine, e com a sobrinha, Françoise. Em 1953, o autor comprou um apartamento em Vaugirard, Paris, para ele, a irmã e a sobrinha morarem. Em 1964, Françoise se casou e foi morar com o marido em Quebec, no Canadá. Pierre e Madeleine, no entanto, continuaram a morar no local até 1969, quando se mudaram para um apartamento maior em Odéon.
Até o ano de sua morte, 1994, Pierre passava sempre os verões em sua residência na localidade de Autry-le-Châtel, e muitos de seus livros foram escritos, total ou parcialmente, no local, incluindo O Planeta dos Macacos.
Desde o final dos anos 1980, Boulle enfrentava problemas de saúde relacionados a diabetes. Nas primeiras semanas de janeiro de 1994, o autor foi hospitalizado em Paris. Pierre faleceu no dia 30 de janeiro daquele ano em um hospital no distrito parisiense de Passy, aos 81 anos, a apenas três semanas de seu aniversário de 82 anos.

## Cinema
Em 1957, David Lean transformou em filme A Ponte do Rio Kwai, que ganhou vários Oscars, incluindo Melhor Filme e Melhor Ator (Alec Guinness). O próprio Boulle ganhou o prêmio de Melhor Roteiro Adaptado, apesar de não tê-lo escrito. O motivo da premiação fora o fa(c)to dos verdadeiros roteiristas, Carl Foreman e Michael Wilson, serem suspeitos de simpatizantes comunistas. A Academia de Cinema adicionou seus nomes ao prêmio em 1984.
Em 1968, outra obra de Boulle, O Planeta dos Macacos, um clássico da ficção científica, foi transformada em filme por Franklin J. Schaffner, ganhando um Oscar e tendo quatro sequências. Em 2001 Tim Burton fez a sua própria versão do filme, que não foi tão aclamada quanto a original.

## Obras
- Le fou du quartier
- William Conrad (1950)
- Le Sacrilège malais (1951)
- A Ponte do Rio Kwai - no original Le Pont de la rivière Kwaï (1952) - Prix Sainte-Beuve 1952
- La Face (1953)
- Le Bourreau (1954)
- L'Épreuve des hommes blancs (1955)
- Les Voies du salut (1958)
- Un métier de seigneur (1960)
- La planète des singes (1963)
- Le Jardin de Kanashima (1964)
- Le Photographe (1967)
- Les Jeux de l'esprit (1971)
- Les Oreilles de jungle (972)
- Les Vertus de l'enfer (1974)
- Le Bon léviatan (1977)
- Les Coulisses du ciel (1979)
- L'Énergie du désespoir (1981)
- Miroitements (1982)
- La Baleine des Malouines (1983)
- Pour l'amour de l'art (1985)
- Le Professeur Mortimer (1988)
- Le Malheur des uns... (1990)
- À nous deux Satan (1992)

A primeira edição de La Planète des Singes em português foi publicada em Portugal em 1966 pela Editora Ulisseia de Lisboa com o título de "Um mundo dos Macacos", com tradução de Calado Trindade. A primeira e as posteriores edições portuguesas da obra foram traduzidas à partir da tradução em inglês do livro. La planète des singes permaneceu inédito no Brasil até 2008, ano em que a obra completou 45 anos de publicação original, quando foi lançado pela editora L&PM Editores, com tradução de André Telles à partir do original em francês. O livro voltaria a ser lançado no país em 2015 pela editora Aleph.

## Referência
1. 1 2  Grande Manual de Ortografia Globo, de Celso Luft
2. 1 2  «Manual de Redação de O Estado de S. Paulo»
3. ↑  «nerdgeekfeelings.com - nerdgeekfeelings Resources and Information.». ww1.nerdgeekfeelings.com. Consultado em 18 de fevereiro de 2021